# Junkers Ju 88
Юнкерс Ju 88 — многоцелевой самолёт люфтваффе времен Второй мировой войны. Один из самых универсальных самолётов войны: использовался как бомбардировщик, скоростной бомбардировщик, разведчик, торпедоносец, ночной истребитель и как часть летающей бомбы в проекте Mistel.

## Разработка
Во время первого полёта прототип Ju 88 V-1, имевший гражданский номер D-AQEN, развил скорость 580 км/ч, что было выше, чем у большинства истребителей того времени. Герман Геринг, глава люфтваффе, был в восторге. Пятый прототип установил рекорд, пролетев 1000-километровый круг с 2000 кг нагрузки на борту со средней скоростью 517 км/ч. Однако после удовлетворения всех запросов люфтваффе, включая возможность бомбометания с пикирования, максимальная скорость упала до 450 км/ч.
Проблемы разработки сильно сказывались на производстве, и к 1 сентября 1939 года — дню нападения на Польшу — в части было поставлено только 12 самолётов. Производственные темпы были очень низкими: всего один самолёт в неделю.
В работе над Ju 85 и Ju 88 участвовали А. Гасснер (Gassner) и В. Х. Эверс (Ewers), которые перед этим работали в Соединённых Штатах.

## Боевое применение
Первые боевые вылеты Ju 88 A-1 были против кораблей рядом с Норвегией. Атака на Росайт 16 октября 1939 года была успешной — повреждено три корабля. Но соединение было атаковано «Спитфайрами» из 602 и 603 эскадрилий RAF, и два Ju 88 были сбиты. В налете на Скапа-Флоу на Оркнейских островах на следующий день один Ju 88 был сбит зенитным огнём.
Все боеспособные Ju 88 (133 самолёта) участвовали в блицкриге, однако их боевые и небоевые потери были очень высоки. Приходилось тратить значительное время на переобучение экипажей. В это время недостаточная грузоподъёмность привела к необходимости сильной переработки конструкции. Был увеличен размах крыла, и модернизация получила обозначение A-5. Все находящиеся на службе A-1 в скорейшем порядке модифицировались до A-5.

### Битва за Британию

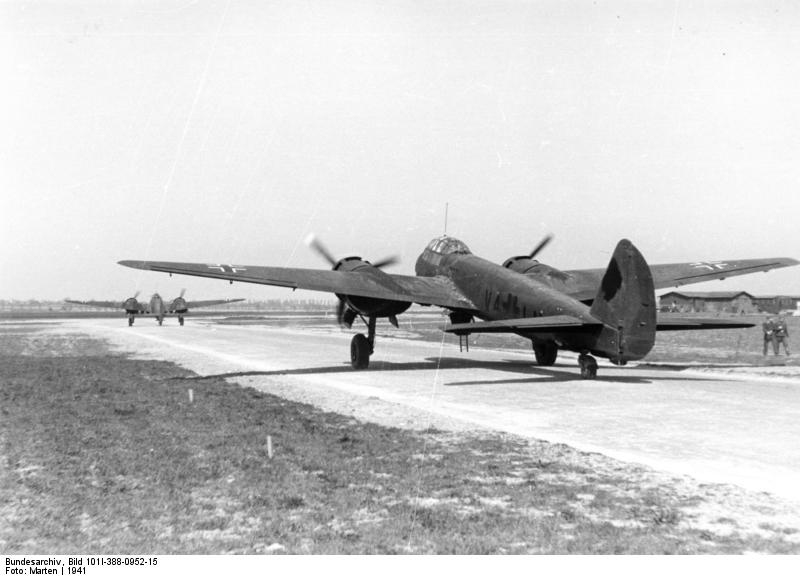
Два Ju-88 из KG1 во Франции.

Битва за Британию стоила Ju 88 дорого. Высокая скорость не предотвратила потери, превосходящие относительные потери Dornier Do 17 и Heinkel He 111, хотя в абсолютном значении они были меньше, чем у обоих. Была произведена серия полевых модификаций, призванных уменьшить уязвимость самолёта, включающая замену заднего пулемёта на более мощный и усиленное бронирование кабины.
К заключительным дням Битвы за Британию в боевые части начал поступать Ju 88A-4. Хотя он был медленнее A-1, но все «детские болезни» были решены, и Ju 88 превратился в грозную боевую машину, каким и проектировался. Ко всему прочему, на A-4 ставились более мощные двигатели.

### Пикирующий бомбардировщик
Как бомбардировщик Ju 88 обладал способностью к точечной доставке бомб, однако, несмотря на все модификации, бомбометание с пикирования оказывало большую нагрузку на каркас самолёта. В 1943 году тактика была изменена, и бомбы могли сбрасываться с пикирования под углом 45°. Самолёт и прицел были соответствующим образом модифицированы, воздушные тормоза убраны. С улучшенным бомбовым прицелом «Stuvi» точность оставалась на очень хорошем уровне. Максимальная бомбовая загрузка для A-4 составляла 2800 кг, но на практике стандартная загрузка составляла 1500—2000 кг.

### Истребитель-бомбардировщик
Стандартной истребительной версией Ju 88 стала модификация C-6, включающая в себя все улучшения, которые были сделаны для A-4 и с двигателями Jumo 211J. Модификация C-6 использовалась преимущественно как истребитель-бомбардировщик, поэтому стояла на вооружении бомбардировочных частей.
В ответ на увеличившееся количество атак на немецкие суда, особенно на подводные лодки в Бискайском заливе, KG40 начали совершать вылеты на противокорабельное патрулирование и эскорт с баз во Франции в феврале 1942. Они были значительной угрозой для противолодочных самолётов и действовали как истребители сопровождения для более уязвимых бомбардировщиков Focke-Wulf Fw200 «Condor».
После высадки союзников в Нормандии, KG40 понесло большие потери, атакуя в условиях сильного истребительного противодействия высадившиеся на побережье войска союзников, и было расформировано в июле 1944 года.

### Ночной истребитель

Junkers Ju 88 A-4

Первым ночным истребителем стала модификация C-2, основанная на A-1 и вооружённая одной 20-мм пушкой MG FF и тремя 7,92-мм пулемётами MG 17, размещёнными в новом металлическом носу фюзеляжа. Эти самолёты поступили на вооружение в эскадрилью тяжёлых истребителей эскадры KG 30. В июле 1940 года эскадрилья была включена в состав II./NJG 1 и совершала ночные вылеты на Великобританию.
Оборудованная радаром FuG 202 Lichtenstein BC модификация C-6b проходила испытания в начале 1942 года в NJG 1. Испытания были признаны успешными, и модификация пущена в серийное производство. В октябре 1943 года многие C-6b были снабжены новым радаром FuG 212 Lichtenstein C-1. Позднее, в 1944 году — более совершенным FuG 220 Lichtenstein SN-2.
Серия Ju 88R, основанная на C-6b, оснащалась двигателями BMW 801 G-2.
Все предыдущие варианты ночного истребителя были переделаны из бомбардировщиков, но серия G являлась специально построенными ночными истребителями. Модификация G-1 имела квадратный руль, позаимствованный у Ju 188, более мощные звездообразные двигатели BMW 801 G-2 мощностью по 1700 л. с., также устанавливались пассивный радар FuG 350 Naxos Z и радиопеленгатор FuG 227 Flensburg в дополнение к уже ставшему стандартным радару FuG 220 Lichtenstein SN-2.
G-6, оснащённый рядными двигателями Jumo 213A мощностью 1750 л. с., увеличенными топливными баками и одной или двумя пушками MG 151/20 в установке неправильная музыка.
Некоторые из последних моделей серии G оснащались высотными двигателями Jumo 213E, радаром FuG 218 Neptun V/R или даже более совершенным сантиметровым радаром FuG 240 Berlin N-1. Однако всего один-два десятка были построены к концу войны.
Многие ночные асы, такие, как Гельмут Лент (110 побед) и князь Генрих цу Сайн-Виттгенштейн (87 побед), летали на Ju 88.

## Модификации
Ju 88A — первая серийная модификация, выпускавшаяся с середины 1939 г. Имела следующие варианты:
Ju 88А-1 — в целом соответствующий предсерийным образцам вариант с размахом крыла 18,37 м и двумя двигателями Jumo 211В-1 (1200 л. с).
Ju 88А-2 — вариант с двигателями Jumo 211G-1.
Ju 88А-3 — учебно-тренировочный самолёт с двойным управлением, вооружение и бомбодержатели не устанавливались.
Ju 88А-4 — наиболее массовый вариант, в котором учтен опыт применения Ju 88 в сражениях начавшейся Второй мировой войны. Выпускавшийся с середины 1940 г. крупной серией А-4 имел увеличенный до 20 м размах крыла, усиленную конструкцию и более мощное оборонительное вооружение. На нем устанавливались 1340-сильные двигатели Jumo 211 J-1 или J-2. Имелось тропическое исполнение Ju 88А-4Trop со специальными фильтрами на двигателях, с дополнительным бачком с водой и средствами защиты от москитов и солнечного излучения.
Ju 88А-5 — вариант, запущенный в производство раньше варианта А-4. На А-5 устанавливались двигатели Jumo 211 модификаций В, D, G и Н.
Ju 88А-6 — аналог А-1, снабженный устройством для преодоления аэростатных заграждений.
Ju 88А-7 — учебно-тренировочный самолёт, создан на базе варианта А-5.
Ju 88А-8 — аналог А-1 с двигателем Jumo 211 Н и устройством для преодоления аэростатных заграждений. Впоследствии был переоборудован в обычный бомбардировщик с двигателями Jumo 211J.
Ju 88А-9 — аналог А-1 с тропическим оборудованием.
Ju 88А-10 — аналог А-5 с тропическим оборудованием.
Ju 88А-11 — аналог А-4Trop, но с двигателем Jumo 211G.
Ju 88А-12 — учебно-тренировочный самолёт.
Ju 88А-13 — созданный на базе варианта А-1 штурмовик с дополнительным бронированием и вооружением (шесть 7,92-мм пулеметов, направленных вперед-вниз или назад-вниз, а также 500 кг осколочных бомб SD 2).
Ju 88А-14 — дальнейшее развитие А-4 с увеличенной площадью крыла и устройством для преодоления аэростатных заграждений.
Ju 88А-15 — аналог А-14 с деревянной гондолой под фюзеляжем для размещения грузов весом до 3300 кг.
Ju 88А-16 — учебно-тренировочный самолёт с двойным управлением, разработан на базе А-14.
Ju 88А-17 — торпедоносец на базе А-4, на этом самолёте подвешивались две торпеды весом по 1100 кг каждая.
Ju 88В — модификация была разработана на базе Ju 88А-4 с новой кабиной с большой площадью остекления, опытные образцы летали с двигателями Jumo 211F, Jumo 213, или BMW 801MA Эта модификация в дальнейшем стала основой для разработки бомбардировщика и дальнего разведчика Ju 188.
Ju 88С — эта модификация имела также обозначение «Z» от слова Zerstoerer — тяжелый истребитель. В принципе модификация «С» была аналогична А-1, но не имела бомбардировочного вооружения и аэродинамических тормозов. Экипаж был сокращен до трех человек.
Ju 88C-l —тяжелый истребитель с двигателями Jumo 211a, вооружение состояло из одного неподвижного 13-мм пулемета MG 131 в носовой части фюзеляжа и трех 7,92-мм пулеметов MG 17.
Ju 88С-2 — тяжелый истребитель и ночной истребитель-перехватчик на базе А-1 с усиленным вооружением: одна 20-мм пушка MG FF и три 7.92-м пулемета установлены неподвижно в носовой части фюзеляжа и два подвижных 7,92-мм пулемета установлены в задней части кабины. Вариант ночного истребителя-перехватчика дополнительно имел две 20-мм пушки MG FF в нижней части фюзеляжа.
Ju 88С-3 — аналог С-2 с двигателями BMW 801А.
Ju 88С-4 — аналог С-2 с разведывательной аэрофотоаппаратурой (№ 50/30 или Rb20/30) и радиоаппаратурой для слепой посадки.
Ju 88С-5 — аналог С-2, но без нижней задней огневой точки, экипаж сокращен до двух человек, на самолётах этого варианта устанавливались двигатели BMW 801.
Ju 88С-6 — тяжелый истребитель, дневной и ночной истребитель-перехватчик. В зависимости от исполнения на самолёте устанавливались радиолокаторы FuG 202, FuG 212-е 1, FuG 220 или FuG 227. Дополнительное вооружение состояло из 13-мм пулемета MG 131 в носовой части фюзеляжа и двух 20-мм пушек MG 151/20, установленных неподвижно за кабиной экипажа для стрельбы вперед и вверх (схема «Schrage Musik»).
Ju 88С-7 — аналог С-6, но с увеличенной площадью крыла.
Ju 88D — модификация дальнего разведчика, выпускалась в следующих вариантах:
Ju 88D-1 — дальний разведчик, разработан на базе А-4, сняты аэродинамические тормоза и установлены дополнительные топливные баки в фюзеляже и под ним. Дальность полета увеличена до 5000 км. Специальное оборудование состояло из аэрофотоаппаратов (в том числе и для стереоаэрофотосъемки).
Ju 88D-2 — разработана на базе А-5, оборудование как у варианта D-1.
Ju 88D-3 — тропическое исполнение D-1.
Ju 88D-4 — тропическое исполнение D-2.
Ju 88D-5 — аналог D-1, но с винтами изменяемого в полете шага VDM.
Ju 88D-6 — аналог D-2 с двигателями BMW-801.
Ju 88Е — бомбардировщик, дальнейшее развитие А-4 с кабиной экипажа, как у самолётов модификации «В», имелись варианты Е-1 и Е-2 с двигателями Jumo 211J и BMW 801D соответственно.
Ju 88F — дальний разведчик, соответствует Е-1, но без бомбардировочного вооружения. Специальное оборудование, как у варианта D-1.
Ju 88G — ночной истребитель-перехватчик, разработан с использованием фюзеляжа и хвостового оперения самолёта Ju 188 и крыла Ju 88А-4. Всего до конца войны было выпущено около 4000 самолётов этой модификации. Имелись следующие варианты:
Ju 88G-0 — опытный ночной истребитель-перехватчик с радиолокатором FuG 220 «Лихтенштейн» SN 2, вооружение состояло из шести неподвижных 20-мм пушек MG 151 в носовой части фюзеляжа.
Ju 88G-1 — серийное исполнение варианта G-0 с дополнительно установленным тепловым пеленгатором и автопилотом. Был установлен также дополнительный фюзеляжный топливный бак.
Ju 88G-2, G-3, G-4, G-5 — опытные ночные истребители-перехватчики, не запущенные в серийное производство.
Ju 88G-6 — соответствует варианту G-1, но имел двигатели повышенной мощности Jumo 213Е (1750 л. с).
Ju 88G-7 — аналог G-1, но с крылом самолёта Ju 188, дополнительное вооружение состояло из двух 30-мм пушек МК 108 под фюзеляжем.
Ju 88G-8, G-9 — опытные ночные истребители-перехватчики, не запущенные в серийное производство.
Ju 88G-10 — ночной истребитель-перехватчик, для создания его использовали фюзеляж Ju 88А-4 и крыло Ju 188.
Ju 88Н — дальний разведчик и бомбардировщик, в 1944 г. были разработаны варианты:
Ju 88Н-1 —дальний разведчик, фюзеляж заимствован у Ju 88А-4, однако его длина увеличена, установлены двигатели BMW 810D. Благодаря дополнительным топливным бакам дальность полета увеличена до 4800 км (12 часов полета). Специальное оборудование как у варианта D-1. Вооружение: три 13-мм пулемета MG 131 и один 7,92-мм пулемет MG 181.
Ju 88Н-2 — дальний разведчик и бомбардировщик, конструкция во многом аналогична варианту G-1, однако фюзеляж представляет собой комбинацию элементов фюзеляжа Ju 88А-4 и Ju 188, его длина увеличена до 17,88 м. Увеличен также размах крыла. Вооружение и специальное оборудование как у Н-1.
Ju 88Н-3 — дальний разведчик и бомбардировщик, аналогичен Н-2, в серийном производстве не был.
Ju 88Н-4 — дальний истребитель, конструкция аналогична Н-2, однако длина фюзеляжа увеличена и установлены двигатели Jumo 21 ЗА. Самолёт был оборудован радиолокаторами, предусматривалась возможность подвески двух топливных баков.
Ju 88Р — разработанная в 1943 г. модификация, предназначенная для уничтожения бронетанковой техники:
Ju 88Р-1 — конструкция аналогична Ju 88А-4, но отсутствуют бомбардировочное вооружение и аэродинамические тормоза. Под фюзеляжем размещен большой обтекатель с 75-мм противотанковой пушкой РаК 40.
Боекомплект пушки составлял 16 снарядов, перезаряжение производилось электропневматической системой. Испытания показали, что при выстреле на конструкцию самолёта воздействуют слишком сильные нагрузки, поэтому этот вариант истребителя танков серийно не производился.
Ju 88Р-2 — дальнейшее развитие Р-1, однако в подфюзеляжном обтекателе установлены две 37-мм зенитные пушки Flak 38, снабженные вольфрамовым сердечником, бронебойные снаряды которых пробивали верхнюю броню всех основных советских танков, а также усилены те участки фюзеляжа, на которые передаются возникающие при стрельбе нагрузки. Этот вариант также серийно не выпускался, но был использован при разработке варианта Р-3.
Ju 88Р-3 — серийный вариант Ju 88Р-2 с усиленным бронированием, в частности установлена бронезащита двигателей.
Ju 88Р-4 — аналог Р-3, но вместо 37-мм пушек установлена 50-мм пушка Kwk 39 с боекомплектом 42 снаряда с перезаряжением вручную (исполнение А) или 50-мм пушки ВК 5 с боекомплектом 36 снарядов с автоматическим перезаряжением (исполнение В). Кроме борьбы с танками, вариант Р-4 планировалось использовать и для уничтожения тяжелых четырёхмоторных бомбардировщиков противника.
Ju 88R — тяжелый ночной истребитель-перехватчик, разработан на базе Ju 88С-6. Выпускался в двух вариантах:
Ju 88R-1 — ночной истребитель-перехватчик с радиолокатором FuG-220 «Лихтенштейн» С-1,
Ju 88R-2 — аналог R-1 с усовершенствованным радиолокатором FuG-220 «Лихтенштейн» SN 2.
Ju 88S —скоростной бомбардировщик образца 1944 г. разработан на базе Ju 88А-4, при этом значительно улучшена аэродинамика, отсутствует подфюзеляжная гондола, сняты аэродинамические тормоза, кабина снабжена обтекаемым фонарем из плексигласа. Бомбовая нагрузка размещается только в фюзеляжных бомбоотсеках (восемнадцать 50-кг бомб), скорость полета достигала 600 км/ч, поэтому часть броневой защиты была демонтирована, а оборонительное вооружение состояло из одного 13-мм пулемета в задней части кабины экипажа. Для увеличения дальности полета устанавливались дополнительные топливные баки. Были разработаны следующие варианты этой модификации:
Ju 88S-1 —вариант скоростного бомбардировщика с двигателями BMW-801D мощностью 1700 л. с. Максимальная скорость полета 600 км/ч на высоте 8000 м.
Ju 88S-2 — аналог S-1 с двигателями BMW 801G, снабженными системой GM 1. Максимальная скорость увеличена до 615 км/ч на высоте 8000-10 000 м.
Ju 88S-3 — разработан в 1944 г. на базе Ju 88В, двигатели Jumo213E (1750 л.c.).
Ju 88S-4 — разработан на базе S-3 с использованием конструктивных элементов Ju 188, что позволило увеличить бомбовую нагрузку, но скорость полета и дальность несколько уменьшились.
Ju 88S-5 — скоростной бомбардировщик, дальнейшее развитие S-2 с двигателем Jumo 213Т с турбокомпрессором. Максимальная скорость 600 км/ч на высоте 11 000 м. Серийно не производился.
Ju 88Т — модификация дальнего скоростного разведчика, разработана на базе Ju 88S в следующих вариантах:
Ju 88Т-1 — дальний скоростной разведчик, соответствует S-1, но бомбардировочное вооружение заменено на разведывательное оборудование по образцу варианта D-1.
Ju 88Т-2 — аналог Т-1, но с усиленным оборонительным вооружением, серийно не производился.
Ju 88Т-3 — аналог Т-1 с двигателями Jumo 213А или Jumo 213Е, специальное оборудование состояло из трех аэрофотоаппаратов. Максимальная скорость 640 км/ч на высоте 10 000 м.

## Использовался

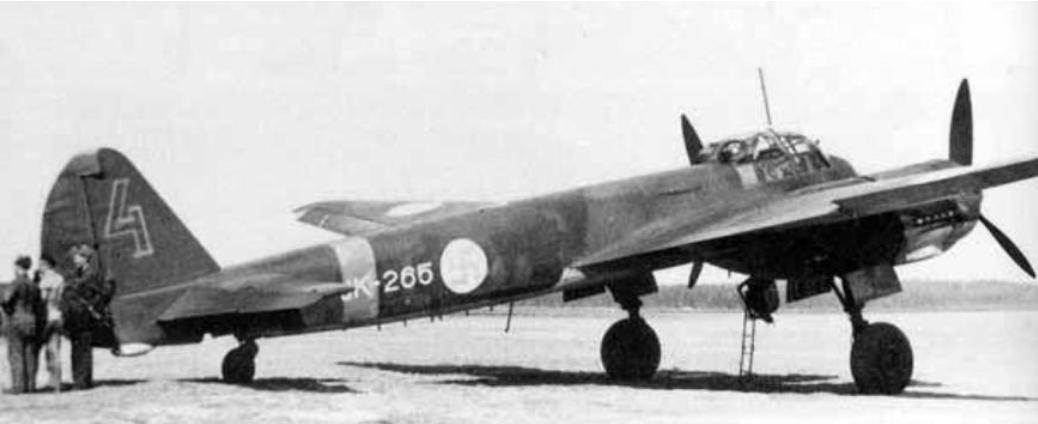
Финский Junkers Ju 88 A-4

Нацистская Германия
- Люфтваффе:

 Италия
- Regia Aeronautica: В середине 1940 года заказаны 200 самолётов, но к моменту капитуляции было поставлено лишь 6 Ju 88A-7 и 25 Ju 88A-4;

 Болгария
 Финляндия
- ВВС Финляндии: В марте 1943 года получены 24 Ju 88 A-4, поступили в LeLV 44. По другим данным были и истребители Ju 88C-6;

 Франкистская Испания
- ВВС франкистской Испании: (B-6) использовались 10 купленных в 1943 году самолётов и 15 интернированных во время войны

 Королевство Венгрия
- ВВС Венгрии:

 Румыния
- ВВС Румынии: получены Ju 88D-1 / D-3, позже Ju 88A-4. После войны до начала 1950-х годов использовались как учебные.

 Великобритания
- Royal Air Force: в эскадрилье 1426 использовались по меньшей мере 5 трофейных самолётов;

 СССР
- ВВС СССР 3 приобретены в 1940 году[2], а также трофейные немецкие;

 Франция
- ВВС Франции (захваченные после войны и переданные США и Великобританией), применялись в ряде колониальных войн начала 50-х.
- Авиация ВМС Франции

## Тактико-технические характеристики
- Источник данных: Медведь А. Н., 2010, стр. 106; Грин У., 1995.

| ТТХ бомбардировочных и разведывательных модификаций Ju 88 |                    |                                                         |                   |                              |                 |                                         |
|                                                           | Ju 88A-1           | Ju 88A-4                                                | Ju 88B-0          | Ju 88S-1                     | Ju 88D-2        | Ju 88D-5                                |
| Технические характеристики                                |                    |                                                         |                   |                              |                 |                                         |
| Экипаж                                                    | 4                  | 4                                                       | 4                 | 3                            | 4               | 4                                       |
| Длина, м                                                  | 14,35              | 14,35                                                   | 14,45             | 14,85                        | 14,35           | 14,45                                   |
| Размах крыла, м                                           | 18,25              | 20,08                                                   | 20,08             | 20,08                        | 20,08           | 20,08                                   |
| Высота, м                                                 | 5,3                | 5,07                                                    | 5,07              | 4,8                          | 5,07            | 5,07                                    |
| Площадь крыла, м²                                         | 52,5               | 54,7                                                    | 54,7              | 54,7                         | 54,7            | 54,7                                    |
| Масса пустого, кг                                         | 7700               | 9860                                                    | 9100              | 8290                         | 8480            | н/д                                     |
| Масса нормальная взлётная, кг                             | 8958               | 12 105                                                  | н/д               | н/д                          | н/д             | н/д                                     |
| Масса максимальная взлётная, кг                           | 10 360             | 14 000                                                  | 12 470            | 13 800                       | 11 490          | 11 300                                  |
| Двигатель                                                 | 2×Jumo 211B-1      | 2×Jumo 211J-1                                           | 2×BMW 801MA       | 2×BMW 801D-2                 | 2×Jumo 211B-1   | 2×Jumo 211J-1                           |
| Мощность, л.с. (кВт)                                      | 2× 1200 (883)      | 2× 1410 (1037)                                          | 2× 1560 (1147)    | 2× 1700 (1250)               | 2× 1200 (883)   | 2× 1410 (1037)                          |
| Лётные характеристики                                     |                    |                                                         |                   |                              |                 |                                         |
| Максимальная скорость на высоте, км/ч (м)                 | 450 (5500)         | 470 (5300)                                              | 540               | 545 (8000) 605 (8000) c GM-1 | 475             | 480                                     |
| Практическая дальность, км                                | 1700               | 1790                                                    | 2850              | н/д                          | 2950            | 3100                                    |
| Продолжительность полёта                                  | н/д                | н/д                                                     | н/д               | 5 ч 45 мин                   | н/д             | н/д                                     |
| Практический потолок, м                                   | 9800               | 8200                                                    | 9050              | 10370 11600 c GM-1           | 8600            | 8700                                    |
| Взлётная дистанция, м                                     | н/д                | 1800                                                    | 750               | н/д                          | н/д             | н/д                                     |
| Вооружение                                                |                    |                                                         |                   |                              |                 |                                         |
| Стрелковое                                                | 3-4× 7,92 мм MG-15 | 4-5× 7,92 мм MG-15 2-4× 7,92 мм MG-81 1-3× 13 мм MG-131 | 3× 7,92 мм MG-81Z | 1× 13 мм MG-131              | 3× 7,9 мм MG-15 | 3× 7,92 мм MG-15 или 2-4× 7,92 мм MG-81 |
| Боевая нагрузка, кг                                       | 2400               | 2900                                                    | 2500              | 2000                         | нет             | нет                                     |

| ТТХ истребительных и штурмовых модификаций Ju 88 |                                                       |                                      |                                    |                                    |                                         |                                 |
|                                                  | Ju 88C-6                                              | Ju 88R-2                             | Ju 88G-1                           | Ju 88G-6                           | Ju 88G-7b                               | Ju 88P-4                        |
| Технические характеристики                       |                                                       |                                      |                                    |                                    |                                         |                                 |
| Экипаж                                           | 3                                                     | 3                                    | 3                                  | 3                                  | 4                                       | 4                               |
| Длина, м                                         | 14,96                                                 | 14,96                                | 15,50                              | 14,45                              | 16,35                                   | 14,90                           |
| Размах крыла, м                                  | 20,08                                                 | 20,08                                | 20,08                              | 20,08                              | 20,08                                   | 18,25                           |
| Высота, м                                        | 5,07                                                  | 5,07                                 | 5,07                               | 5,07                               | 4,85                                    | 5,07                            |
| Площадь крыла, м²                                | 54,7                                                  | 54,7                                 | 54,7                               | 54,7                               | 54,7                                    | 54,7                            |
| Масса пустого, кг                                | 9069                                                  | н/д                                  | н/д                                | н/д                                | н/д                                     | н/д                             |
| Масса нормальная взлётная, кг                    | 11 450                                                | н/д                                  | н/д                                | н/д                                | 13 120                                  | н/д                             |
| Масса максимальная взлётная, кг                  | 12 350                                                | 11 500                               | 12 100                             | 12 300                             | 14 690                                  | 11 400                          |
| Двигатель                                        | 2×Jumo 211J-1                                         | 2×BMW 801D-2                         | 2×BMW 801D-2                       | 2×Jumo 213A                        | 2×Jumo 213E                             | 2×Jumo 211B-1                   |
| Мощность, л.с. (кВт)                             | 2× 1410 (1037)                                        | 2× 1700 (1250)                       | 2× 1700 (1250)                     | 2× 1750 (1287)                     | 2× 1725 (1269)                          | 2× 1200 (883)                   |
| Лётные характеристики                            |                                                       |                                      |                                    |                                    |                                         |                                 |
| Максимальная скорость на высоте, км/ч (м)        | 488 (5300)                                            | 580                                  | 540                                | 538 (6000)                         | 430 (0) 580 (10 200) 623 (9100) c MW-50 | 390                             |
| Практическая дальность, км                       | 1980                                                  | 3000                                 | 2800                               | 2200                               | н/д                                     | 2000                            |
| Продолжительность полёта                         | н/д                                                   | н/д                                  | н/д                                | н/д                                | 5,2 ч (с ПТБ)                           | н/д                             |
| Практический потолок, м                          | 9900                                                  | 9200                                 | 9400                               | 9550                               | н/д                                     | 8000                            |
| Скороподъёмность, м/с                            | 9                                                     | н/д                                  | н/д                                | н/д                                | 8,4                                     | н/д                             |
| Время набора высоты, м / время                   | 6000 / 12,7 мин                                       | н/д                                  | н/д                                | н/д                                | 9200 / 26,4 мин                         | н/д                             |
| Взлётная дистанция, м                            | 875                                                   | 750                                  | 750                                | 720                                | н/д                                     | н/д                             |
| Вооружение                                       |                                                       |                                      |                                    |                                    |                                         |                                 |
| Стрелковое                                       | 1× 7,92 мм MG-81Z 3× 7,92 мм MG-17 3× 20 мм MG-151/20 | 1× 7,92 мм MG-81Z 4× 20 мм MG-151/20 | 1× 13 мм MG-131 6× 20 мм MG-151/20 | 1× 13 мм MG-131 6× 20 мм MG-151/20 | 1× 13 мм MG-131 6× 20 мм MG-151/20      | 2× 7,92 мм MG-81Z 1× 50 мм BK-5 |
| Боевая нагрузка, кг                              | 500                                                   | нет                                  | нет                                | нет                                | нет                                     | нет                             |

## Сохранившиеся экземпляры
В настоящее время известно около 20 сохранившихся самолётов, хотя многие из них являются просто наборами обломков. За последние годы несколько более-менее целых самолётов были подняты из-под воды.
Среди наиболее сохранившихся можно отметить:
- Ju 88R-1, Werk Nr. 360043: из-за ошибки экипажа приземлившийся в Шотландии самолёт, демонстрируется в музее Королевских ВВС
- Ju 88D-1/Trop, Werk Nr. 430650: демонстрируется в Национальном музее ВВС США. Румынский дальний фоторазведчик приземлился на Кипре в июле 1943 года в расположении британских войск, впоследствии был передан США для исследований, из-за чего получил имя «Бакшиш» (англ. Baksheesh).